# Куриленко Микола Іванович
Куриленко Микола Іванович (1947, Прилуки, Чернігівська область — 6 січня 2008, там само) — український краєзнавець, автор 99 публікацій у пресі, де він піднімав питання повернення церкви її власності, відібраної за часів комунізму, одним з перших на Прилуччині надрукував матеріали про Голодомор 1933 року та склав списки розстріляних вчителів та репресованих священиків. Уклав ілюстровані довідники про церкви Чернігівщини «Свята Чернігівська земля» та церкви Полтавщини «Полтавщина православна».

## Біографія
Народився в 1947 року місті Прилуки, навчався в Прилуцькій середній школі № 6. Служив у радянській армії, здобув спеціальність будівельника у Прилуцькому гідромеліоративному технікумі. Працював будівельником на заводах «Будмаш», «Білкозин», в кооперативі «Зеніт».
Протягом більше трьох десятиліть вивчав історію прилуцького краю. Був членом Товариства української мови імені Тараса Шевченка, членом обласного правління Українського товариства охорони пам'ятників історії та культури. У Прилуцькій середній школі № 2 вів краєзнавчий гурток.
Активіст відродження Густинського монастиря, результатом чого стала книга «Густинський Свято-Троїцький монастир». З 2000 він почав займатися дослідженням історії церков колишньої Гетьманщини. Микола Куриленко особисто сфотографував 249 церков у Чернігівській області і 163 — у Полтавській. Результатами досліджень стали видані ним монографії про церкви Прилуччини, Чернігівщини. Прилуцький краєзнавець встиг об'їздити церкви Полтавщини, а далі планував досліджувати Сумщину — як третій етап своєї сподвижницької православної діяльності.
6 січня 2008 року Микола Куриленко помер. Монографія про церкви Полтавщини(2009р) та книга «Іоасаф, святитель прилуцької землі»(2011) присвячена 100 – річчю канонізації святителя Іоасафа єпископа Білгородського вийшли вже після його смерті.

## Нагороди та вшанування
В рік святкування 2000-річчя Різдва Христового був нагороджений пам'ятною медаллю та іконою «Різдво Христове» Чернігівським і Новгород-Сіверським єпископом Амвросієм.
12 лютого 2009 року у місті Прилуки відбулося відкриття меморіальної дошки Миколі Івановичу Куриленку. Ініціаторами встановлення меморіальної дошки виступили рідні та друзі покійного. Фінансову підтримку у виготовленні та встановленні дошки надав меценат Коптєв Юрій Вікторович, місцеві підприємці та друзі краєзнавця. Автором барельєфа виступив місцевий скульптор Семен Кантур.